# 比约恩·易卜生
比约恩·易卜生（丹麥語：Bjørn Aage Ibsen；1915年8月30日—2007年8月7日）是一名丹麦籍医学家。比约恩·易卜生是重症医学的创始人，他首先提出重症监护室的构想并将之付诸实践。

## 生平
比约恩·易卜生1915年出生于丹麦哥本哈根
。1940年，比约恩·易卜生从哥本哈根大学医学院毕业、进入丹麦日德兰半岛地区的医院工作。1949年-1950年间，他曾在美国麻省总医院进行麻醉学进修。1952年，丹麦爆发脊髓灰质炎疫情。在对病人的治疗过程中，最初院方采用负压通气（铁肺），但负压呼吸机在病人呼吸道中积累分泌物时却难以发挥作用。比约恩·易卜生观察到这一点后发明了正压通气以及气管插管术，将患者的死亡率从90%降低到25%的水平。
1953年，在脊髓灰质炎的疫情得到控制后，比约恩·易卜生受邀前往哥本哈根市立医院工作，主管病人的术后恢复。同年，比约恩·易卜生将哥本哈根市立医院的一间护士教室改装成了世界上第一间重症监护室。
2007年8月7日，比约恩·易卜生于丹麦哥本哈根去世，享年91岁。